# 撫順の奇蹟を受け継ぐ会
撫順の奇蹟を受け継ぐ会（ぶじゅんのきせきをうけつぐかい）は中国帰還者連絡会（中帰連）の後身団体。

## 概要
2002年4月の中帰連解散に伴い、その精神と事業を引き継ぐ目的で結成された。

## 入会資格
前身である中国帰還者連絡会の会員資格は「中国を侵略して戦犯となり、中国の寛大政策により帰国したもの」とされていたが、撫順の奇蹟を受け継ぐ会においては目的への賛同と会費の納入以外特に条件はない。旧中国帰還者連絡会の会員は特別会員として扱われている。

### 規約
1. 中国帰還者連絡会（中帰連）が、中国の撫順と太原の地において育んだ精神を受け継ぎ、反戦平和と日中友好のための諸活動を通じて、世界平和に貢献する。
2. 「過去のことを忘れることなく、未来に生かす（前事不忘、後事之師）」の精神に基づき、史実に基づく歴史認識を確立する。
3. 自らの加害行為の証言活動などを行なってきた中帰連の歴史を語り伝え、その証言と記録を保存・整理・公開して後世に伝え、社会の共同認識とする。

### 活動
事業として、証言の聴き取り、証言集会の開催、中帰連に関係する資料・文献の収集・保存・整理・公開などを積極的に行っている。
出版事業としては、季刊『中帰連』や会報『前へ前へ』の発行を行っている。
2003年NPO団体「中帰連平和記念館」を設立し、2006年7月NPO法人に認証された。同年11月、「中帰連平和記念館」を埼玉県川越市に開館。